# Ernst Vettori
Ernst Vettori (n. 25 iunie 1964, Absam, Tirol, Austria) este un săritor cu schiurile ce a reprezentat Austria, medaliat olimpic. A participat la 3 ediții ale Jocurilor Olimpice (1984, 1988, 1992) în care a câștigat o medalie de aur și o medalie de argint.